# Perigosamente Juntos
Legal Eagles (br/pt: Perigosamente Juntos) é um filme de suspense dos Estados Unidos de 1986, realizado por Ivan Reitman.

## Sinopse
Um assistente do ministério público é nomeado para processar a filha de um famoso artista, que é acusada de ter roubado uma das pinturas do seu falecido pai.
Mas ele defronta-se com uma excêntrica advogada, que não utiliza métodos tradicionais, mas sim ortodoxos para vencer os casos em que participa. Em virtude de determinados factos, o advogado inicial passa a actuar na defesa.

## Elenco
- Robert Redford .... Tom Logan
- Debra Winger .... Laura Kelly
- Daryl Hannah .... Chelsea Deardon
- Brian Dennehy .... Cavanaugh
- Terence Stamp .... Victor Taft
- Steven Hill .... Bower
- David Clennon .... Blanchard
- John McMartin .... Forrester
- Jennifer Dundas .... Jennifer Logan
- Roscoe Lee Browne .... juiz Dawkins
- Christine Baranski .... Carol Freeman